# Nghĩa Bình (tỉnh)
Nghĩa Bình là một tỉnh cũ ven biển thuộc vùng Duyên hải Nam Trung Bộ, Việt Nam.

## Địa lý
Trước khi giải thể vào năm 1989, tỉnh Nghĩa Bình có vị trí địa lý:
- Phía bắc giáp tỉnh Quảng Nam – Đà Nẵng
- Phía nam giáp tỉnh Phú Khánh
- Phía đông giáp Biển Đông
- Phía tây giáp tỉnh Gia Lai – Kon Tum.

## Lịch sử
Tỉnh này được thành lập tháng 2 năm 1976 trên cơ sở hợp nhất hai tỉnh Quảng Ngãi và Bình Định. Đến ngày 30 tháng 6 năm 1989, tỉnh lại được tách ra thành hai tỉnh như cũ.
Đơn vị hành chính tỉnh (đến năm 1980) bao gồm: thị xã Quy Nhơn (tỉnh lỵ), thị xã Quảng Nghĩa và 15 huyện: An Nhơn, Ba Tơ, Bình Sơn, Đức Phổ, Hoài Ân, Hoài Nhơn, Mộ Đức, Nghĩa Minh, Phù Cát, Phù Mỹ, Phước Vân, Sơn Hà, Sơn Tịnh, Tây Sơn, Trà Bồng.
Năm 1981, chia thị xã Quảng Nghĩa thành thị xã Quảng Ngãi và huyện Tư Nghĩa; chia huyện Nghĩa Minh thành 2 huyện: Nghĩa Hành và Minh Long; chia huyện Hoài Ân thành 2 huyện: Hoài Ân và An Lão; chia huyện Tây Sơn thành 2 huyện: Tây Sơn và Vĩnh Thạnh; chia huyện Phước Vân thành 2 huyện: Tuy Phước và Vân Canh.
Năm 1986, chuyển thị xã Quy Nhơn thành thành phố Quy Nhơn.
Từ đó, đơn vị hành chính tỉnh bao gồm: thành phố Quy Nhơn (tỉnh lỵ), thị xã Quảng Ngãi và 20 huyện: An Lão, An Nhơn, Ba Tơ, Bình Sơn, Đức Phổ, Hoài Ân, Hoài Nhơn, Minh Long, Mộ Đức, Nghĩa Hành, Phù Cát, Phù Mỹ, Sơn Hà, Sơn Tịnh, Tây Sơn, Trà Bồng, Tư Nghĩa, Tuy Phước, Vân Canh, Vĩnh Thạnh.
Ngày 30 tháng 6 năm 1989, kỳ họp thứ 5 Quốc hội khóa VIII ra nghị quyết chia tỉnh Nghĩa Bình để tái lập tỉnh Bình Định và tỉnh Quảng Ngãi.
- Tỉnh Bình Định gồm thành phố Quy Nhơn và 10 huyện: An Lão, An Nhơn, Hoài Ân, Hoài Nhơn, Phù Cát, Phù Mỹ, Tây Sơn, Tuy Phước, Vân Canh, Vĩnh Thạnh.
- Tỉnh Quảng Ngãi gồm thị xã Quảng Ngãi và 10 huyện: Ba Tơ, Bình Sơn, Đức Phổ, Minh Long, Mộ Đức, Nghĩa Hành, Sơn Hà, Sơn Tịnh, Trà Bồng, Tư Nghĩa.